# Albert Riedel
Albert Richard Riedel (* 5. Mai 1911 in Dresden; † 14. Juli 1984 in Salt Lake City) war ein deutsch-US-amerikanischer später Vertreter der Alchemie, der sich Frater Albertus (auch Albertus Spagyricus) nannte.
Riedel ging 1929 in die USA nach Salt Lake City, wo er einem Neu-Rosenkreuzer-Orden (AMORC) beitrat. Er gründete 1960 die Paracelsus Research Society in Salt Lake City und 1980 das Paracelsus College. Er verband mythische Aspekte der Alchemie und Spagyrik mit Kabbalah und Astrologie und gab auch Kurse in Europa und Australien. Seine Schule wurde nach seinem Tod 1984 geschlossen.

## Schriften
- The Alchemist´s Handbook, York Beach, Maine: Samuel Weiser 1960, 1974
- The seven rays of the QBL, York Beach: Samuel Weiser 1985
- Praktische Alchemie im Zwanzigsten Jahrhundert, Paracelsus Research Society, Salt Lake City 1970

1998 gab er im Verlag Samuel Weiser die Praxis spagyrica philosophica lapidis philosophorum (oder deutliche und aufrichtige Anweisung, wie der alten Weisen ihr höchstes Geheimniss oder Stein zu verfertigen) eines anonymen Autors, erschienen in Leipzig 1711, heraus in deutscher und englischer Übersetzung.